# فيتاليا دياتشينكو
فيتاليا دياتشينكو (بالروسية: Дьяченко, Виталия Анатольевна) مواليد 2 أغسطس 1990 في سوتشي، الجمهورية الروسية السوفيتية الاتحادية الاشتراكية، الاتحاد السوفيتي، هي لاعبة كرة مضرب روسية تلعب باليد اليمنى وتحتل حالياً المرتبة رقم. 87 (3 أغسطس 2015) في تصنيف رابطة محترفات كرة المضرب. أعلى تصنيف لها في الفردي كان المركز الـ 71 في سنة 2014.

## الخط الزمني للأداء
مفتاح
| ف | ن | ن.ن | ر.ن | د# | د.م | ل | أ.أ | ت | غ | ب | ف | ذ | م.خ | ل.ت |

(ف) فاز بالبطولة (ن) وصل النهائي (ن.ن) نصف النهائي (ر.ن) ربع النهائي (د#) الأدوار الأربعة الأولى (د.م) دور المجموعات (ل) شارك في كأس ديفيز (أ.أ) خرج من الأدوار الاولى (ت) خسر التصفيات التأهيلية (غ) غاب عن الحدث أو البطولة (ب) حصل على ميدالية برونزية (ف) حصل على ميدالية فضية (ذ) حصل على ميدالية ذهبية (م.خ) بطولة الماسترز خُفضت إلى مرتبة أقل (ل.ت) البطولة لم تعقد في السنة المعينة.
لتجنب الارتباك وازدواجية الحساب، يتم تحديث هذه المعلومات إما في نهاية البطولة، أو عندما تكون مشاركة اللاعب في البطولة قد انتهت.

### الفردي
| دورات الجراند سلام |     |     |     |     |     |
| أستراليا المفتوحة  | غ   | غ   | ت   | د1  | 0–1 |
| فرنسا المفتوحة     | د2  | ت   | ت   | د2  | 2–2 |
| بطولة ويمبلدون     | ت   | ت   | د1  | د1  | 0–2 |
| أمريكا المفتوحة    | ت   | ت   | د1  | د1  | 0–2 |
| فوز-خسارة          | 1–1 | 0–1 | 0–2 | 1–4 | 2–7 |

## روابط خارجية
- فيتاليا دياتشينكو على موقع رابطة محترفات التنس (الإنجليزية)
- فيتاليا دياتشينكو على موقع الاتحاد الدولي لكرة المضرب (الإنجليزية)
- فيتاليا دياتشينكو على موقع كأس بيلي جين كينغ (الإنجليزية)
- فيتاليا دياتشينكو على موقع بطولة ويمبلدون (الإنجليزية)
- فيتاليا دياتشينكو على موقع خلاصة التنس.كوم (الإنجليزية)
- فيتاليا دياتشينكو على موقع إي إس بي إن.كوم (الإنجليزية)